# 금산면 (고흥군)
금산면(錦山面)은 행정구역상 대한민국의 전라남도 고흥군에 설치된 면이며, 섬이름은 거금도이다.

## 개요
금산면은 아름다운 다도해의 절경을 조망할 수 있는 적대봉, 은빛 백사장이 펼쳐진 해수욕장 등은  많은 사람들이 즐겨찾고 있는 관광명소로 알려져 있다. 판소리 다섯마당을 정리한 동초 김연수와 대한민국이 낳은 국민적 영웅 프로레슬러 김일의 고향이기도 하다.

## 역사
- 1431년 세종 13년 절이도라 명칭
- 1895년 남원부 돌산군 금산면[2]
- 1896년 8월 4일 전라남도 돌산군 금산면[3]
- 1914년 4월 1일 전라남도 고흥군 금산면[4] (9리)
- 1963년 1월 1일 소록리를 도양면에 오마리는 도덕면에 편입하였다.[5] (7법정리)

## 하위 행정 구역
| 법정리 | 한자명 | 행정리                                   | 비고 |
| ------ | ------ | ---------------------------------------- | ---- |
| 대흥리 | 大興里 | 상하촌, 중촌, 용동, 신흥                 |      |
| 어전리 | 於田里 | 동촌, 평지, 연소, 옥룡, 익금, 금장, 상동 |      |
| 신전리 | 新田里 | 궁전, 우두, 연홍                         |      |
| 신촌리 | 新村里 | 금진, 신금, 상동, 중동, 신촌, 신양, 배천 |      |
| 석정리 | 石井里 | 동정, 신정, 성치, 일정, 석교, 석정       |      |
| 신평리 | 新平里 | 명천, 남천, 홍연, 월포, 신평             |      |
| 오천리 | 五泉里 | 동촌, 서촌, 청석                         |      |
| 7개리  |        | 35행정리                                 |      |

## 교육
- 금산초등학교 (대흥리)
  - 금산서분교
  - 금산중앙분교
  - 연홍분교 (폐교) - 금산면 연홍길 94 (신전리)
- 금산동초등학교 (폐교) - 금산면 거금일주로 2095 (신평리)
- 금산남초등학교 (폐교) - 금산면 오천수원지길 15 (오천리)
- 금산제일초등학교 (폐교) - 금산면 연소윗길 53 (어전리)
  - 금장분교 (폐교)
  - 익금분교 (폐교) - 금산면 익금해변길 47-8 (어전리)
- 금산중학교 (대흥리)
  - 금산동분교 (폐교) - 금산면 거금일주로 1688 (오천리)

## 항구
- 금장항 - 금산면 어전리에 있는 대한민국의 소규모 어항이다.

## 특산물
- 김, 미역, 다시마, 매생이, 전복 등의 해산물과 양파, 마늘 등의 농산물이 있다.